# Liste der Biografien/Grig
Liste der Biografien |
Portal Biografien |
Personensuche
# |
A |
B |
C |
D |
E |
F |
G |
H |
I |
J |
K |
L |
M |
N |
O |
P |
Q |
R |
S |
T |
U |
V |
W |
X |
Y |
Z |
?
 
Ga |
Gb |
Gc |
Gd |
Ge |
Gf |
Gh |
Gi |
Gj |
Gk |
Gl |
Gm |
Gn |
Go |
Gp |
Gq |
Gr |
Gs |
Gu |
Gv |
Gw |
Gy |
Gz
 
Gra |
Grb–Grd |
Gre |
Grg |
Gri |
Grj |
Grk |
Grl |
Grm |
Gro |
Grs |
Gru |
Gry |
Grz
 
Gria |
Grib |
Gric |
Grid |
Grie |
Grif |
Grig |
Grij |
Grik |
Gril |
Grim |
Grin |
Grio |
Grip |
Gris |
Grit |
Griv |
Griw |
Grix |
Griz
Die Liste der Biografien führt alle Personen auf, die in der deutschsprachigen Wikipedia einen Artikel haben. Dieses ist eine Teilliste mit 191 Einträgen von Personen, deren Namen mit den Buchstaben „Grig“ beginnt.

## Grig
- Grig, Horst (1921–2008), deutscher Maler

### Griga
- Griga, Stanislav (* 1961), slowakischer Fußballspieler und Fußballtrainer
- Grigaitė-Daugirdė, Gabija (* 1982), litauische Juristin, Politikerin und stellv. Justizministerin
- Grigaitis, Alfonsas (1929–2004), litauischer Politiker, Bürgermeister von Alytus
- Grigaitis, Juozas (1881–1947), litauischer Jurist, Richter, Generalleutnant
- Grigalaschwili, Tato (* 1999), georgischer Judoka
- Grigalawa, Gia (* 1989), georgischer Fußballspieler
- Grigaliūnas, Edmundas (1952–2009), litauischer Politiker, Bürgermeister von Joniškis
- Grigaliūnas, Medardas (1925–2014), litauischer Agronom und Politiker
- Grigalka, Oto (1925–1993), lettischer Kugelstoßer und Diskuswerfer
- Grigar, Jakub (* 1997), slowakischer Kanute
- Grigar, Tomáš (* 1983), tschechischer Fußballtorhüter
- Grigaravičienė, Justina (* 1980), litauische Politikerin
- Grigaravičius, Vytautas (* 1957), litauischer Jurist, Politiker und Polizist
- Grigas, Gvidas (* 1980), litauischer Fußballspieler
- Grigat, Siegfried (1922–1966), deutscher Radrennfahrer
- Grigat, Stephan (* 1964), deutscher Rechtsanwalt und Notar, Kommunalpolitiker der CDU, Sprecher der Landsmannschaft Ostpreußen
- Grigat, Stephan (* 1971), deutscher Politikwissenschaftler und PublizistStephan Grigat (* 1971)

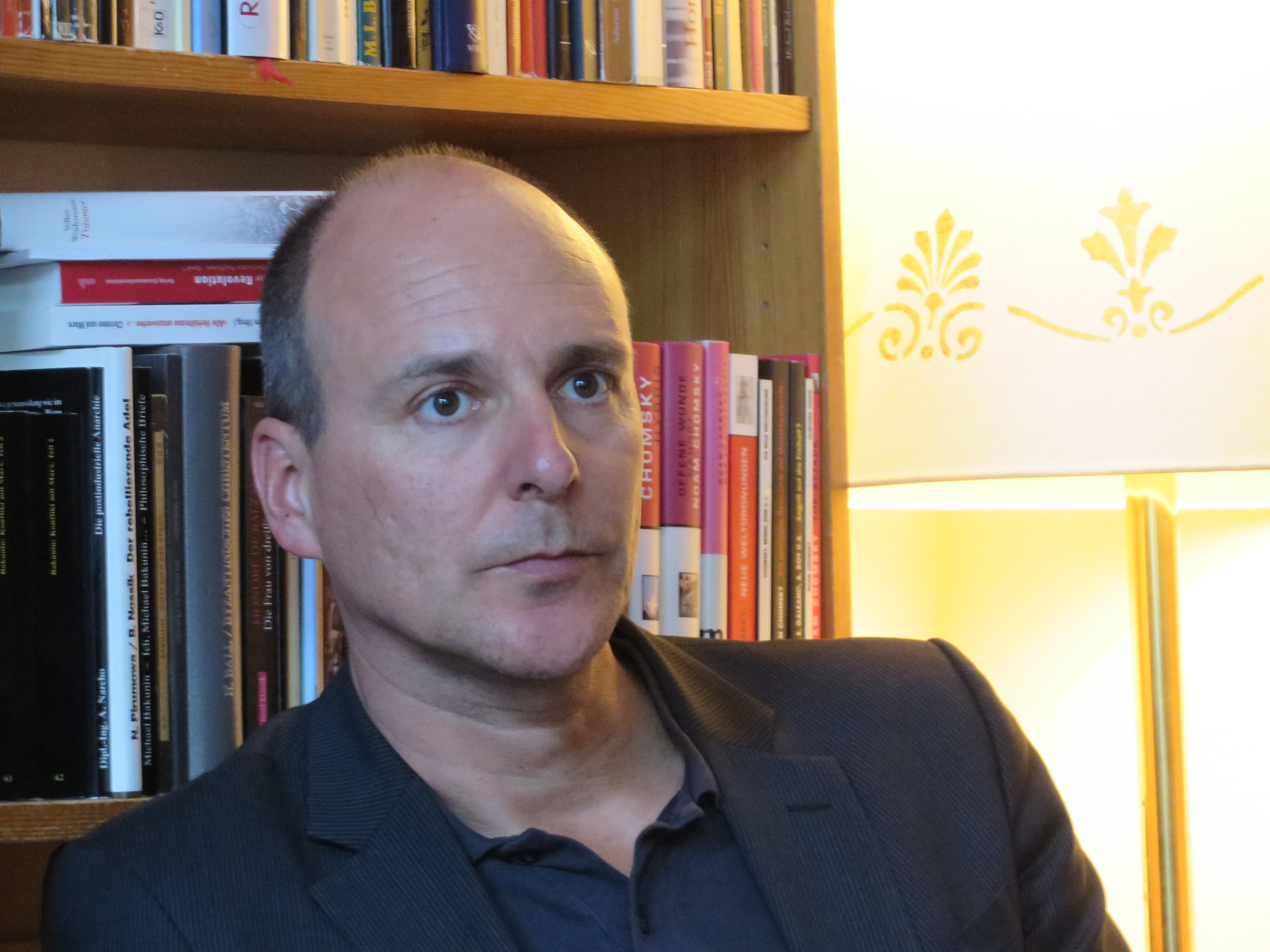
Stephan Grigat (* 1971)

- Grigat, Ulla (* 1943), deutsche Malerin

### Grige
- Grigel, Lotte (* 1991), dänische Handballspielerin
- Grigelionis, Bronius (1935–2014), litauischer Mathematiker und Professor der Universität Vilnius
- Grigelis, Laurynas (* 1991), litauischer Tennisspieler
- Griger, Adam (* 2004), slowakischer Fußballspieler
- Gríger, Dávid (* 1994), slowakischer Eishockeyspieler
- Grigers, Herbert (1928–1983), deutscher Politiker (SPD)

### Grigg
- Grigg, Charles Leiper (1868–1940), US-amerikanischer Erfinder
- Grigg, Edward, 1. Baron Altrincham (1879–1955), britischer Kolonialbeamter und Politiker (Liberal Party, Conservative Party)
- Grigg, John (1838–1920), Astronom
- Grigg, John, 2. Baron Altrincham (1924–2001), britischer Autor
- Grigg, Nicola (* 1980), neuseeländische Politikerin der New Zealand National Party
- Grigg, Percy James (1890–1964), britischer Politiker, Mitglied des House of Commons, Kriegsminister (1942–1945)
- Grigg, Siân (* 1969), britische Maskenbildnerin
- Grigg, Thelma (1911–2003), australische Film- und Theaterschauspielerin
- Grigg, Will (* 1991), nordirischer FußballspielerWill Grigg (* 1991)

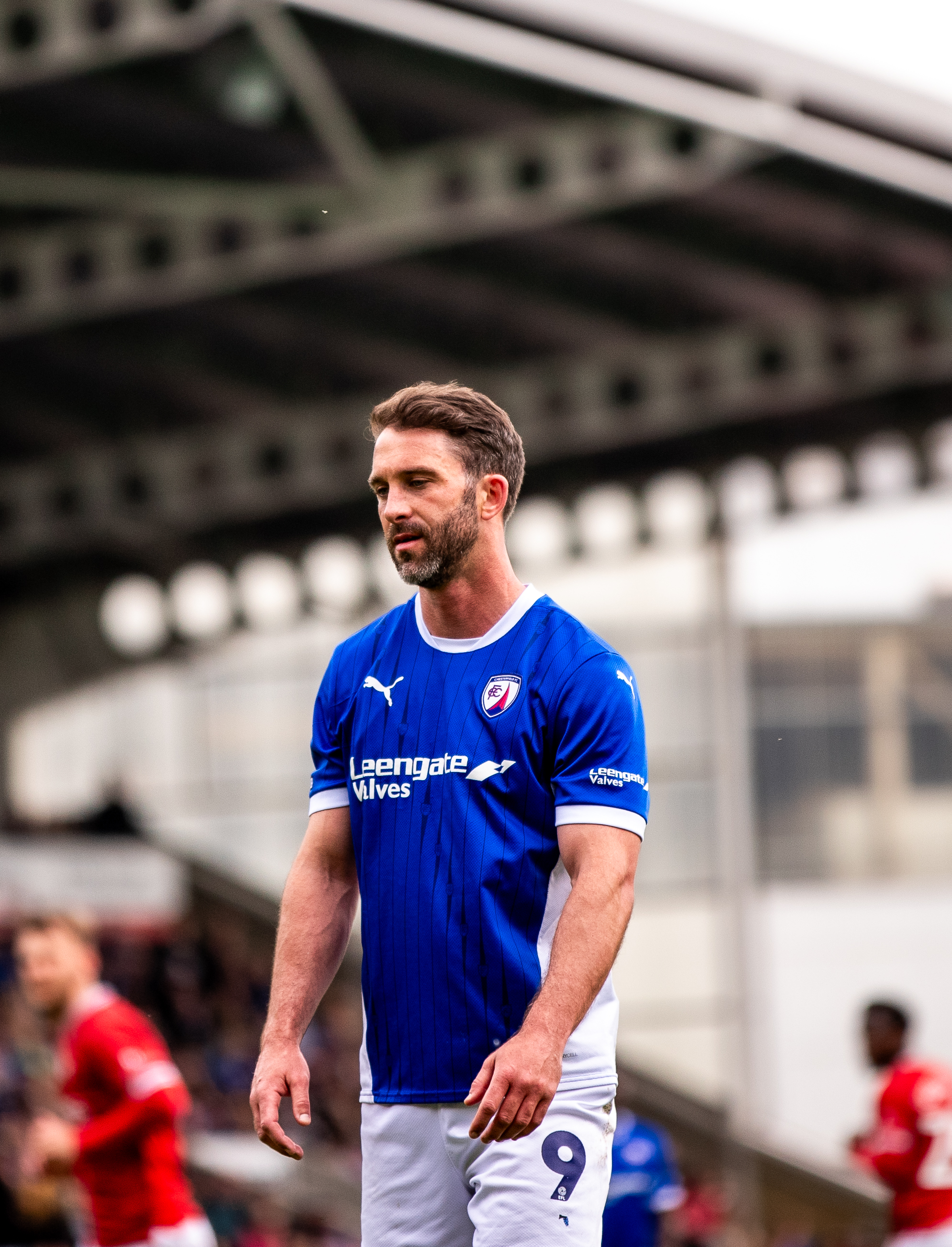
Will Grigg (* 1991)

- Griggs, David T. (1911–1974), US-amerikanischer Geophysiker
- Griggs, James M. (1861–1910), US-amerikanischer Politiker
- Griggs, John W. (1849–1927), US-amerikanischer Politiker, Gouverneur von New Jersey und Justizminister
- Griggs, Laurel (2006–2019), US-amerikanische Schauspielerin
- Griggs, Loyal (1906–1978), US-amerikanischer Kameramann
- Griggs, Natasha (* 1969), australische Politikerin
- Griggs, Nicholas (* 2004), irischer Mittelstreckenläufer
- Griggs, Phil (1918–1980), englischer Fußballspieler
- Griggs, S. David (1939–1989), US-amerikanischer Astronaut
- Griggs, Tim (1948–2013), britischer Autor
- Griggs, Virjilio (* 1994), panamaischer Sprinter

### Grigi
- Grigio, Giovanna (* 1998), brasilianische Schauspielerin, Sängerin und Moderatorin

### Grign
- Grignani, Franco (1908–1999), italienischer Maler, Grafiker und Designer
- Grignani, Gianluca (* 1972), italienischer Cantautore
- Grignard, Georges (1905–1977), französischer Rennfahrer
- Grignard, Sébastien (* 1999), belgischer Radrennfahrer
- Grignard, Victor (1871–1935), französischer Chemiker und Nobelpreisträger für Chemie
- Grignion de Montfort, Louis-Marie (1673–1716), französischer Volksmissionar, Schriftsteller und OrdensgründerLouis-Marie Grignion de Montfort (1673–1716)

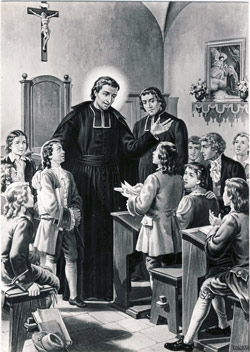
Louis-Marie Grignion de Montfort (1673–1716)

- Grignola, Fernando (1932–2022), Schweizer Journalist und Schriftsteller
- Grignon, Gérard (* 1943), französischer Politiker
- Grignon, Lorin (1904–1967), US-amerikanischer Tontechniker
- Grignon, Marcel (1914–1990), französischer Kameramann
- Grignon, Pierre-Clément (1723–1784), französischer Metallurg und Altertumsforscher
- Grignon, René (1950–2018), französischer Radrennfahrer
- Grigny, Nicolas de († 1703), französischer Organist und Komponist

### Grigo
- Grigo, Patrick, deutscher Tänzer und Tanzlehrer
- Grigoleit, Hans Christoph (* 1964), deutscher Rechtswissenschaftler
- Grigoleit, Jonathan (* 1931), deutscher Verwaltungsjurist und Verbandsfunktionär
- Grigoleit, Klaus Joachim (* 1963), deutscher Jurist und Hochschullehrer
- Grigoleit, Kurt (1924–1988), deutscher Kameramann
- Grigoleit, Otto (1893–1965), deutscher Politiker (DVP, FDP, CDU)
- Grigoleit, Stefanie (* 1989), deutsche Basketballspielerin
- Grigoletti, Michelangelo (1801–1870), italienischer Maler
- Grigoletto, Gianluca (* 1974), italienischer Skirennläufer
- Grigoli, Marco (* 1991), Schweizer Skispringer
- Grigoljuk, Eduard Iwanowitsch (1923–2005), russischer Ingenieurwissenschaftler
- Grigolli, Giorgio (1927–2016), italienischer Politiker
- Grigolli, Olivia (* 1963), österreichische Schauspielerin
- Grigolo, Nicola (* 1967), italienischer Beachvolleyballspieler
- Grigolo, Vittorio (* 1977), italienischer Opernsänger (Tenor)
- Grigonė, Rasa, litauische Fußballschiedsrichterin
- Grigonis, Andrius (* 1984), litauischer Politiker
- Grigor II. Mamikonjan († 748), armenischer Ischchan
- Grigorakis, Tzanetos (1742–1813), griechischer Politiker, Militärführer („Kapetan“) und der dritte Bey von Mani
- Grigoraș, Anca (* 1957), rumänische Kunstturnerin
- Grigoraș, Cristina (* 1966), rumänische Kunstturnerin
- Grigoraș, Cristina (* 1990), rumänische Ruderin
- Grigoraș, Demis (* 1993), rumänischer Handballspieler
- Grigoraș, Ioan (* 1963), rumänischer Ringer
- Grigoraș, Petre (* 1964), rumänischer Fußballspieler und -trainer
- Grigorcea, Dana (* 1979), schweizerisch-rumänische Schriftstellerin und PhilologinDana Grigorcea (* 1979)

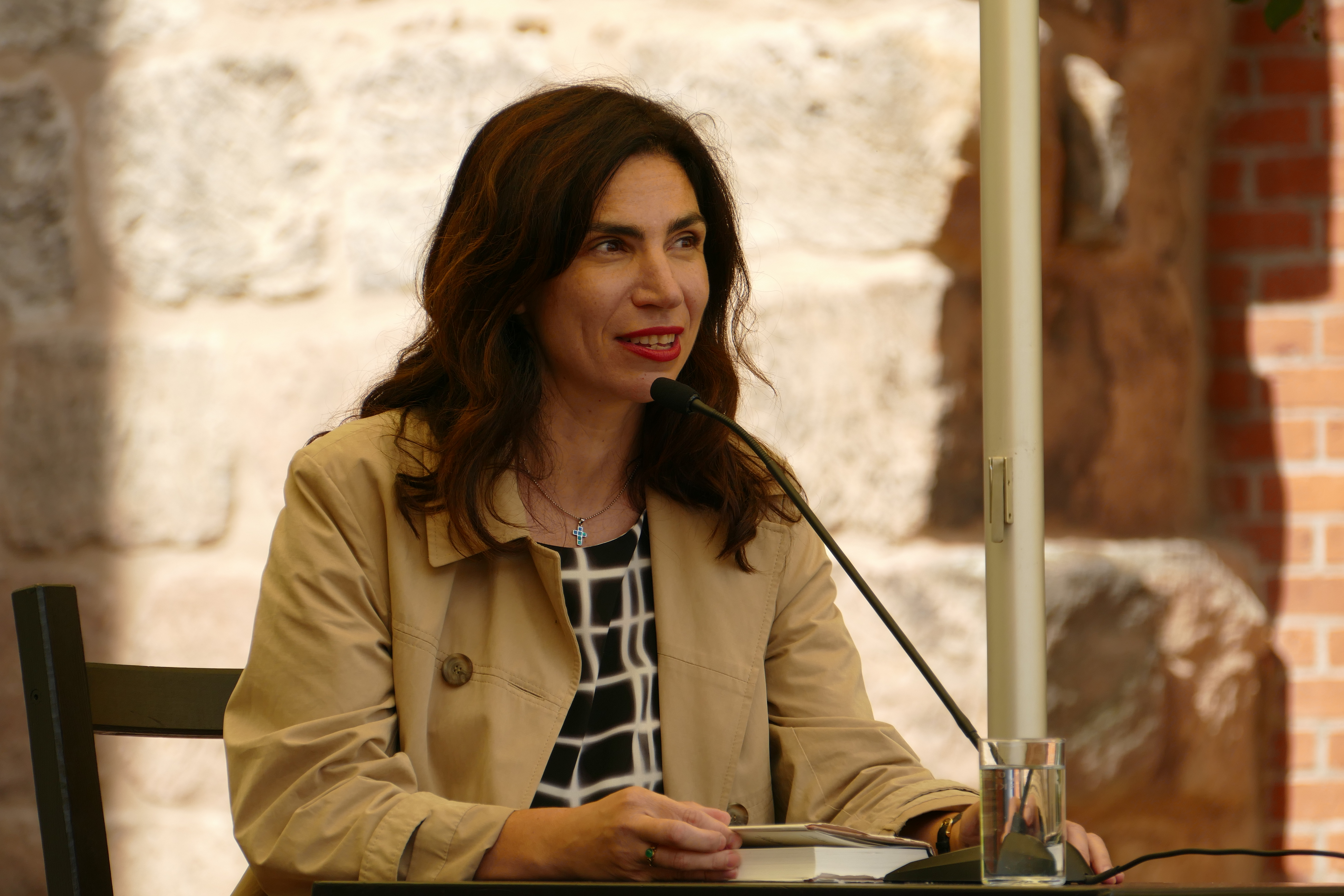
Dana Grigorcea (* 1979)

- Grigore IV. Ghica (1755–1834), Fürst der Walachei
- Grigore, Andreea (* 1991), rumänische Kunstturnerin
- Grigore, Constantin (* 1947), rumänischer Radrennfahrer
- Grigore, Delia (* 1972), rumänische Ethnologin, Autorin und Roma-Aktivistin
- Grigore, Dragoș (* 1986), rumänischer Fußballspieler
- Grigore, Florin (1956–2015), rumänischer Fußballspieler
- Grigore, Nicolae (* 1983), rumänischer Fußballspieler
- Grigore, Octavian (* 1964), rumänischer Fußballspieler und -trainer
- Grigorenko, Alexander (* 1985), kasachischer Fußballtorhüter
- Grigorenko, Igor Wladimirowitsch (* 1983), russischer Eishockeystürmer
- Grigorenko, Michail Olegowitsch (* 1994), russischer Eishockeyspieler
- Grigorenko, Pjotr Grigorjewitsch (1907–1987), sowjetischer General und Dissident
- Grigorescu, Claudia (* 1968), rumänische Florettfechterin
- Grigorescu, Ion (* 1945), rumänischer Künstler
- Grigorescu, Nicolae (1838–1907), rumänischer Maler
- Grigori, Laura, französisch-rumänische Informatikerin und Mathematikerin für angewandte Mathematik
- Grigoriadis, Aristeidis (* 1985), griechischer Schwimmer
- Grigorian, Asmik (* 1981), litauische Opernsängerin (Sopran)Asmik Grigorian (* 1981)

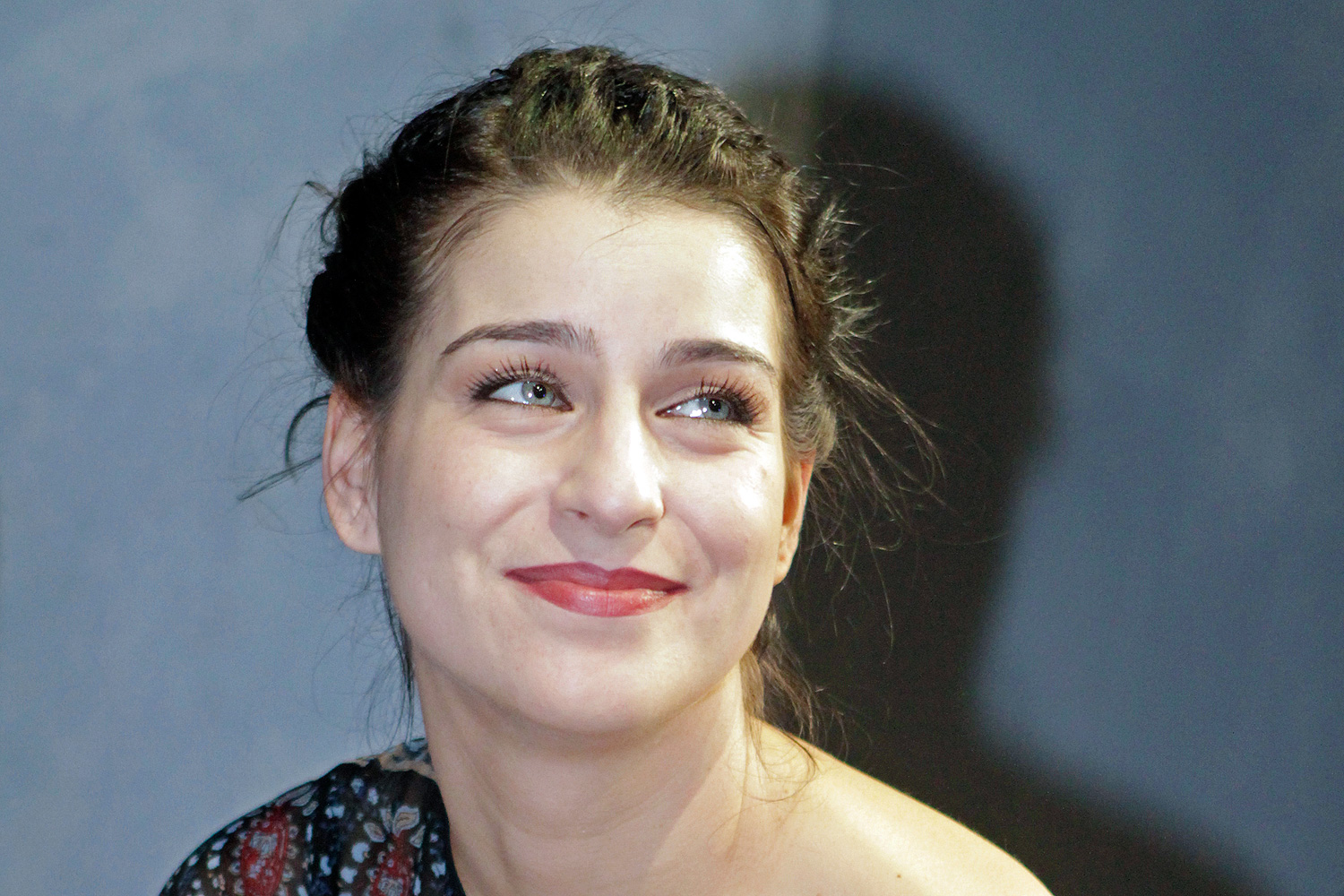
Asmik Grigorian (* 1981)

- Grigorian, Spartak (* 1998), deutscher Schachspieler
- Grigorian, Stella (* 1968), armenisch-georgische Opernsängerin (Mezzosopran)
- Grigorie, Ștefan (* 1982), rumänischer Fußballspieler
- Grigorieva, Tatiana (* 1975), australische Stabhochspringerin
- Grigoriou, Georgios (* 1871), griechischer Leichtathlet, Olympiateilnehmer
- Grigoris († 343), Katholikos von Albania und Iberien
- Grigoriu, George (1927–1999), rumänischer Komponist, Musiker und Songwriter
- Grigoriu, Mihai (* 1960), rumänisch-deutscher Pianist und Komponist
- Grigoriu, Patrick (* 1991), rumänischer Tennisspieler
- Grigoriu, Simina (* 1981), rumänisch-kanadische DJ und MusikproduzentinSimina Grigoriu (* 1981)

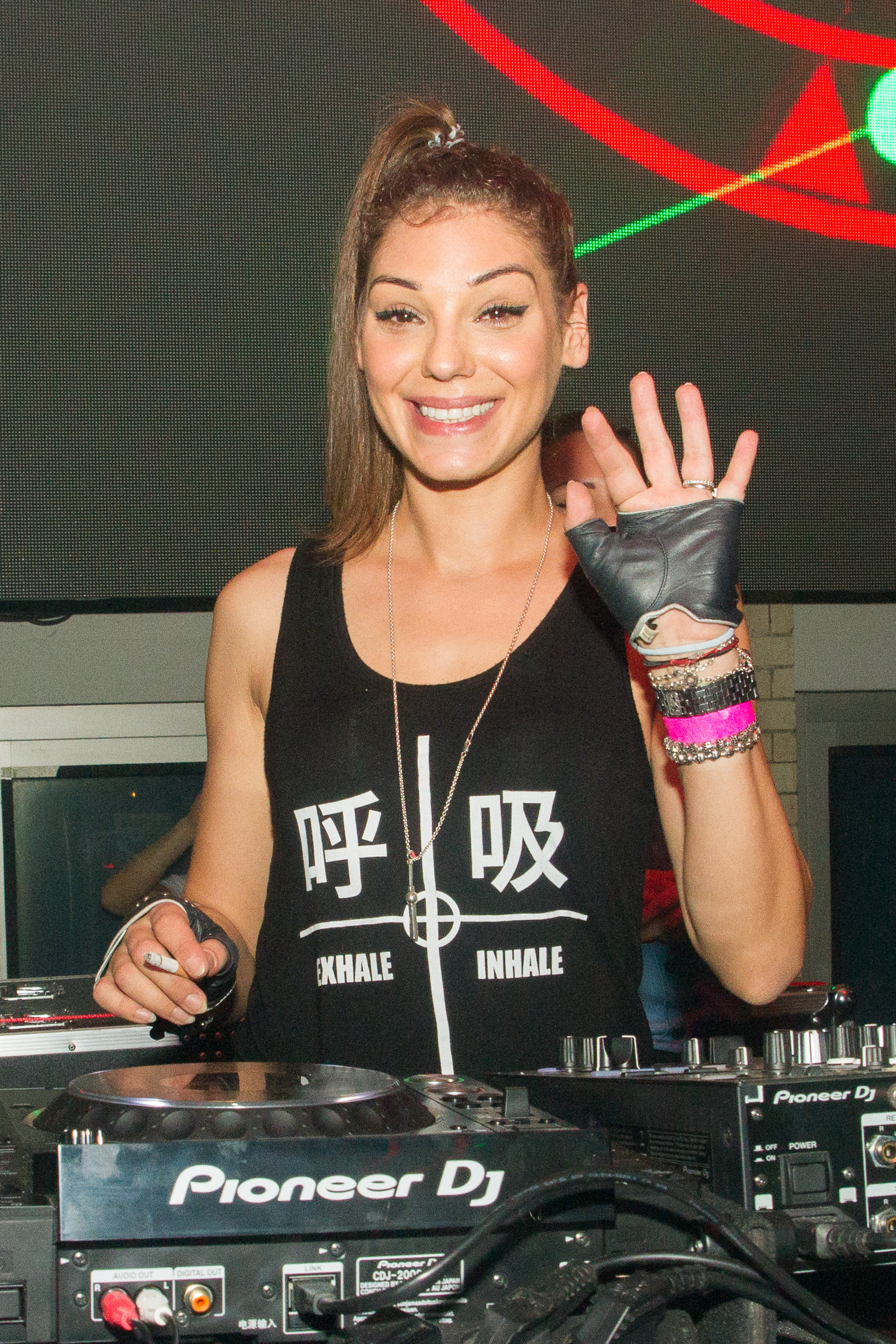
Simina Grigoriu (* 1981)

- Grigorjan, Alexander Assaturowitsch (* 1957), sowjetisch-armenischer Mathematiker
- Grigorjan, Andro (* 2007), georgischer Sprinter
- Grigorjan, Aram (* 1977), armenischer Politiker der Republik Arzach
- Grigorjan, Artak (* 1945), armenischer Theaterregisseur und Schauspiellehrer
- Grigorjan, Elen (* 1988), armenische Gewichtheberin
- Grigorjan, Gegham (1951–2016), sowjetischer und armenischer Opernsänger (Tenor)
- Grigorjan, Karen Aschotowitsch (1947–1989), sowjetischer Schachspieler
- Grigorjan, Karen Lewoni (* 1968), armenischer Diplomat
- Grigorjan, Kirill Akopowitsch (* 1992), russischer Sportschütze
- Grigorjan, Manwel (1956–2020), armenischer Generalmajor und Politiker
- Grigorjan, Norajr Grigorjewitsch (1911–1994), sowjetisch-russischer Elektroingenieur und Seismiker
- Grigorjan, Wahe (* 1975), armenischer Jurist
- Grigorjanz, Sergei Michailowitsch (* 1983), russischer Schachgroßmeister
- Grigorjeva, Anastasija (* 1990), lettische Ringerin
- Grigorjeva, Galina (* 1962), ukrainisch-estnische Komponistin
- Grigorjeva, Sveta (* 1988), estnische Dichterin, Choreografin und Tänzerin
- Grigorjew, Afanassi Grigorjewitsch (1782–1868), russischer Architekt des Empire
- Grigorjew, Alexander Wassiljewitsch (1848–1908), russischer Geograf, Ethnograph und Botaniker
- Grigorjew, Alexei (* 1989), russischer Pianist
- Grigorjew, Anatoli Iwanowitsch (1943–2023), russischer Physiologe, Raumfahrtmediziner und Hochschullehrer
- Grigorjew, Andrei Alexandrowitsch (1883–1968), russisch-sowjetischer Physiogeograph und Hochschullehrer
- Grigorjew, Andrei Sergejewitsch (* 1984), russischer Ski-Orientierungsläufer
- Grigorjew, Apollon Alexandrowitsch (1822–1864), russischer Lyriker und Literaturkritiker
- Grigorjew, Boris Dmitrijewitsch (1886–1939), russischer Maler und Dichter
- Grigorjew, Dmitri Jurjewitsch (* 1954), russischer Mathematiker und Informatiker
- Grigorjew, Fjodor Wassiljewitsch (1890–1954), russischer bzw. sowjetischer Schauspieler
- Grigorjew, Iossif Fjodorowitsch (1890–1951), russisch-sowjetischer Geologe und Hochschullehrer
- Grigorjew, Jewgeni Nikolajewitsch (1899–1981), sowjetischer Theater- und Filmschauspieler
- Grigorjew, Jewgeni Nikolajewitsch (* 1985), russischer Politiker
- Grigorjew, Leonid (* 1926), sowjetischer Weitspringer
- Grigorjew, Michail Petrowitsch (* 1991), russischer Eishockeyspieler
- Grigorjew, Nikolai Dmitrijewitsch (1895–1938), russisch-sowjetischer Schachspieler und Komponist von Endspielstudien
- Grigorjew, Oleg Grigorjewitsch (* 1937), sowjetischer Boxer
- Grigorjew, Oleg Jewgenjewitsch (1943–1992), russischer Schriftsteller
- Grigorjew, Sergei (* 1992), kasachischer Stabhochspringer
- Grigorjew, Walentin Alexandrowitsch (1929–1995), sowjetischer bzw. russischer Physiker und Hochschullehrer
- Grigorjew, Wassili Wassiljewitsch (1816–1881), russischer Orientalist und Archäologe
- Grigorjew, Wladimir Wassiljewitsch (1934–1999), sowjetischer bzw. russischer Science-Fiction-Autor
- Grigorjew, Wladimir Wiktorowitsch (* 1982), russischer Sportler der Sportart Shorttrack
- Grigorjew, Wladimir Wladimirowitsch (* 1978), russischer Biathlet
- Grigorjew, Wladislaw (* 1997), kasachischer Sprinter
- Grigorjewa, Galina Konstantinowna (1917–1969), sowjetische Theater- und Film-Schauspielerin
- Grigorjewa, Irina Olegowna (* 1972), russische Fußballspielerin
- Grigorjewa, Jekaterina Sergejewna, russisches Model
- Grigorjewa, Jekaterina Wassiljewna (* 1974), russische Sprinterin
- Grigorjewa, Jelena († 2019), russische Menschenrechtsaktivistin
- Grigorjewa, Lidija Nikolajewna (* 1974), russische Langstreckenläuferin
- Grigorjewa, Oxana Petrowna (* 1970), russische Singer-Songwriterin und Pianistin
- Grigorjewa, Renita Andrejewna (1931–2021), sowjetische bzw. russische Regisseurin, Drehbuchautorin, Filmschauspielerin und Schriftstellerin
- Grigorovici, Gheorghe (1871–1950), rumänischer Politiker, Mitglied des Österreichischen Abgeordnetenhauses
- Grigorovici, Radu (1911–2008), rumänischer Physiker
- Grigorovici, Tatiana (1877–1952), marxistische Ökonomin (Austromarxismus)
- Grigorow, Boschidar (* 1945), bulgarischer Fußballspieler
- Grigorow, Iwan (1944–2013), bulgarischer Schauspieler
- Grigorow, Stamen (1878–1945), bulgarischer Arzt und Entdecker des Lactobacillus delbrueckii subspecies bulgaricus
- Grigorowa-Burgowa, Antonija (* 1986), bulgarische Skilangläuferin
- Grigorowitsch, Dmitri Pawlowitsch (1883–1938), sowjetischer Flugzeugkonstrukteur
- Grigorowitsch, Dmitri Wassiljewitsch (1822–1900), russischer Autor
- Grigorowitsch, Iwan Konstantinowitsch (1853–1930), russischer Admiral
- Grigorowitsch, Juri Nikolajewitsch (1927–2025), sowjetisch-russischer Balletttänzer und ChoreografJuri Nikolajewitsch Grigorowitsch (1927–2025)

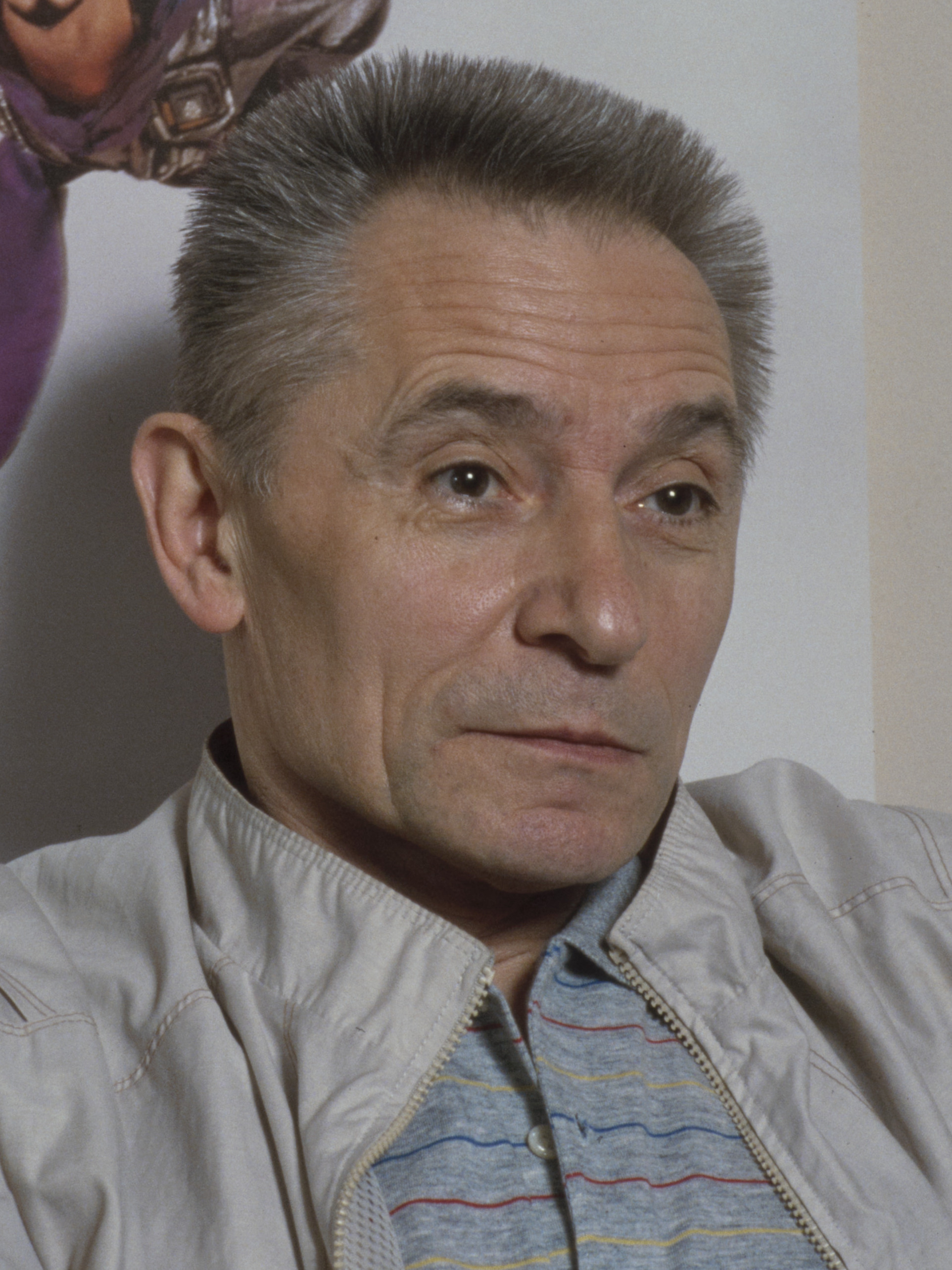
Juri Nikolajewitsch Grigorowitsch (1927–2025)

- Grigorowitsch, Wassili Iwanowitsch (1786–1865), russisch-ukrainischer Kunstkritiker und Kunsthistoriker
- Grigorowitsch, Wiktor Iwanowitsch (1815–1876), ukrainischer Historiker und Slawist
- Grigorowskaja, Kristina Wjatscheslawowna (* 2000), russische Handballspielerin
- Grigorowski, Juri Nikolajewitsch (* 1939), sowjetischer Wasserballspieler
- Grigoryan, Artur (* 1967), usbekischer Boxer armenischer HerkunftArtur Grigoryan (* 1967)

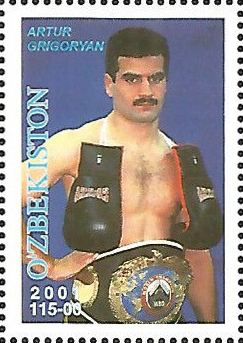
Artur Grigoryan (* 1967)

- Grigoryan, Slava (* 1976), australischer Gitarrist kasachischer Herkunft
- Grigoteit, Ariane (* 1961), deutsche Kunsthistorikerin

### Grigs
- Grigsby, Gary, Spieleentwickler
- Grigsby, George Barnes (1874–1962), US-amerikanischer Politiker
- Grigsby, John T. (1890–1977), US-amerikanischer Politiker
- Grigsby, Logan (* 1995), deutsch-amerikanischer Baseballspieler
- Grigsby, Sioux K. (1873–1968), US-amerikanischer Politiker
- Grigsby, Will (* 1970), US-amerikanischer Boxer im Halbfliegengewicht

### Grigu
- Grigule, Iveta (* 1964), lettische Politikerin (Latvijas Zemnieku savienība), Mitglied der Saeima, MdEP
- Grigulewitsch, Josef Romualdowitsch (1913–1988), sowjetischer Agent, Diplomat und Historiker
- Grigull, Ulrich (1912–2003), deutscher Thermodynamiker
- Griguol, Mario (* 1937), argentinischer Fußballspieler
- Grigutsch, Franz, deutscher Fußballspieler